# Italiaanse kampioenschappen mountainbike
Het Italiaans kampioenschap mountainbike is een jaarlijks kampioenschap in Italië waarin gestreden wordt om de nationale titel in de Wielersportdiscipline mountainbiken. 
De huidige kampioen bij de mannen is Daniele Braidot, bij de vrouwen is Eva Lechner de huidige kampioene.

## Erelijst

### Mannen
| Jaar | Goud                 | Zilver               | Brons              |
| ---- | -------------------- | -------------------- | ------------------ |
| 2001 | Marco Bui            | Hubert Pallhuber     | Mirko Pirazzoli    |
| 2002 | Martino Fruet        | Yader Zoli           | Hubert Pallhuber   |
| 2003 | Marco Bui            | Dario Acquaroli      | Mirko Pirazzoli    |
| 2004 | Dario Acquaroli      | Marco Bui            | Mirko Pirazzoli    |
| 2005 | Marco Bui            | Martino Fruet        | Ramon Bianchi      |
| 2006 | Yader Zoli           | Mirko Pirazzoli      | Martino Fruet      |
| 2007 | Yader Zoli           | Johann Pallhuber     | Mirko Pirazzoli    |
| 2008 | Yader Zoli           | Johnny Cattaneo      | Andrea Tiberi      |
| 2009 | Marco Fontana        | Johnny Cattaneo      | Alessandro Gambino |
| 2010 | Marco Fontana        | Umberto Corti        | Andrea Tiberi      |
| 2011 | Marco Fontana        | Martino Fruet        | Michele Casagrande |
| 2012 | Marco Fontana        | Michele Casagrande   | Andrea Tiberi      |
| 2013 | Mirko Tabacchi       | Andrea Tiberi        | Marco Fontana      |
| 2014 | Luca Braidot         | Gerhard Kerschbaumer | Andrea Tiberi      |
| 2015 | Andrea Tiberi        | Daniele Braidot      | Luca Braidot       |
| 2016 | Daniele Braidot      | Luca Braidot         | Michele Casagrande |
| 2017 | Gerhard Kerschbaumer | Luca Braidot         | Andrea Tiberi      |

### Vrouwen
| Jaar | Goud                | Zilver              | Brons            |
| ---- | ------------------- | ------------------- | ---------------- |
| 2000 | Veronica Sala       | Giuliana Tovaglieri | Camilla Bertossi |
| 2001 | Annabella Stropparo | Camilla Bertossi    | Elena Giacomuzzi |
| 2002 | Annabella Stropparo | Elena Giacomuzzi    | Camilla Bertossi |
| 2003 | Annabella Stropparo | Alexandra Hober     | Monica Brunati   |
| 2004 | Annabella Stropparo | Claudia Marsilio    | Alexandra Hober  |
| 2005 | Paola Pezzo         | Elena Giacomuzzi    | Elena Gaddoni    |
| 2006 | Annabella Stropparo | Elena Gaddoni       | Claudia Marsilio |
| 2007 | Annabella Stropparo | Elena Gaddoni       | Michela Benzoni  |
| 2008 | Elena Gaddoni       | Michela Benzoni     | Elena Giacomuzzi |
| 2009 | Eva Lechner         | Roberta Gasparini   | Elena Gaddoni    |
| 2010 | Eva Lechner         | Elena Giacomuzzi    | Evelyn Steffler  |
| 2011 | Eva Lechner         | Michela Benzoni     | Vania Rossi      |
| 2012 | Eva Lechner         | Roberta Gasparini   | Daniela Veronesi |
| 2013 | Eva Lechner         | Anna Oberparleiter  | Judith Pollinger |
| 2014 | Eva Lechner         | Serena Calvetti     | Mara Fumagalli   |
| 2015 | Eva Lechner         | Serena Calvetti     | Mara Fumagalli   |
| 2016 | Eva Lechner         | Lisa Rabensteiner   | Serena Calvetti  |
| 2017 | Serena Calvetti     | Lisa Rabensteiner   | Gaia Ravaioli    |

Kampioenschappen:  Olympische Spelen ·
 Wereldkampioenschappen ·
WK marathon ·
 Europese kampioenschappen
 Belgie ·
 Denemarken ·
 Duitsland ·
 Finland ·
 Frankrijk ·
 Groot-Brittannië ·
 Italie ·
 Nederland ·
 Oostenrijk ·
 Polen ·
 Zwitserland
Klassementen:  Wereldbeker ·
 3 Nations Cup
Meerdaagse wedstrijden  Cape Epic ·
 Transalp Challenge ·
 Crocodile Trophy ·
 Belgian Mountainbike Challenge
Eendaagse wedstrijden:  Grand Prix d’Europe ·
 Hondsrug Classic ·
 Roc d'Ardenne ·
 Roc d'Azur ·
 Salzkammergut Trophy ·
 Sea Otter Classic ·
 Stappenbelt MTB Trophy
Strandraces:  De Panne Beach Endurance ·
 Egmond-pier-Egmond ·
 Hoek van Holland-Den Helder
Historisch:  Benelux Cup ·  Belgian MTB Grand Prix ·  MTB Topcompetitie